# Муравьиная чешуйница

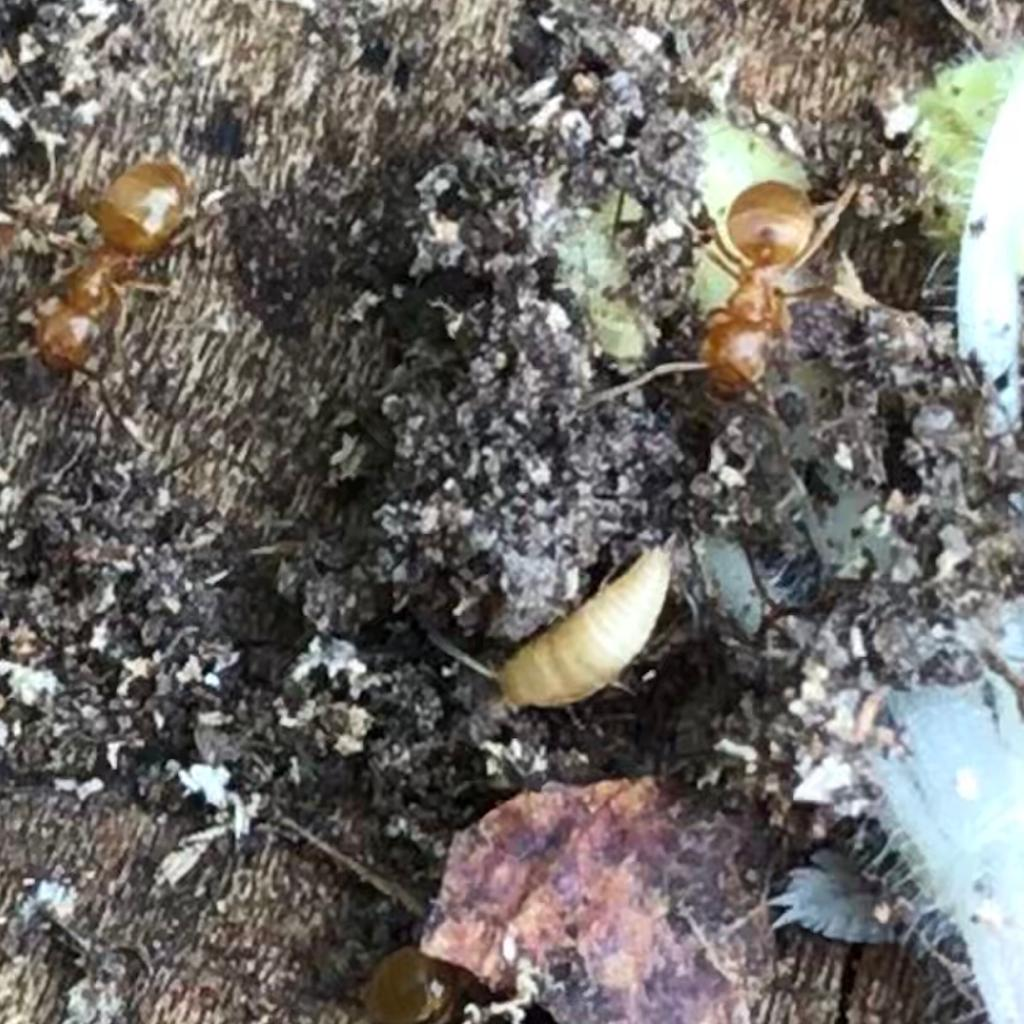
Atelura formicaria и муравьи Lasius

Муравьиная чешуйница (лат. Atelura formicaria) — вид мирмекофильных щетинохвосток рода Atelura из семейства николетиды (Nicoletiidae). Встречаются в Европе.

## Описание
Длина тела от 5 до 8 мм. Тело каплевидной формы, покрыто чешуйками.
Муравьиная щетинохвостка живёт в муравейниках бурого лесного муравья (Formica fusca) и некоторых других видов и родов (Camponotus, Formica cunicularia, Formica gagates, Lasius, Messor, Tetramorium), выпрашивает пищу у хозяев в момент трофаллаксиса. Вид был описан в 1855 году немецким энтомологом Лукасом ван Хейденом (Lucas Friedrich Julius Dominikus von Heyden; 1838—1915).

## Распространение
Западная Палеарктика. Южная, центральная и восточная Европа: Австрия, Албания, Германия, Италия, Польша, Россия, Словакия, Украина, Финляндия, Чехия, Швейцария.